# Го Гон
Го Гон (кор. 고건, 高建, Go Geon, Ko Kŏn; нар. 2 січня 1938) — корейський політик, двічі прем'єр-міністр Республіки Корея.
Від 1988 до 1990 та від 1998 до 2002 року обіймав посаду мера Сеула. 2006 року балотувався на президентський пост, однак уже в січні наступного року оголосив про припинення своєї участі в президентських перегонах і вихід з політичного життя країни.